# Mitsubishi i-MiEV
Mitsubishi i-MiEV – samochód elektryczny produkowany od 2009 (seryjna produkcja rozpoczęła się 4 czerwca) roku przez Mitsubishi. Jest to elektryczna odmiana modelu i. W pełni naładowane akumulatory pozwalają zazwyczaj na przejechanie od 100 do 150 km. Rekord zasięgu w sprzyjających warunkach i z niewielkimi prędkościami wynosi prawie 220 km. Modelami bliźniaczymi i-MiEV są Peugeot iOn i Citroën C-ZERO, a na bazie tych samych lub podzespołów powstają także pojazdy dostawcze Mitsubishi Minicab-MiEV. Do końca listopada 2012 r. firma Mitsubishi wyprodukowała łącznie ponad 30 tys. i-MiEV i aut bazujących na i-MiEV.

## Opis modelu

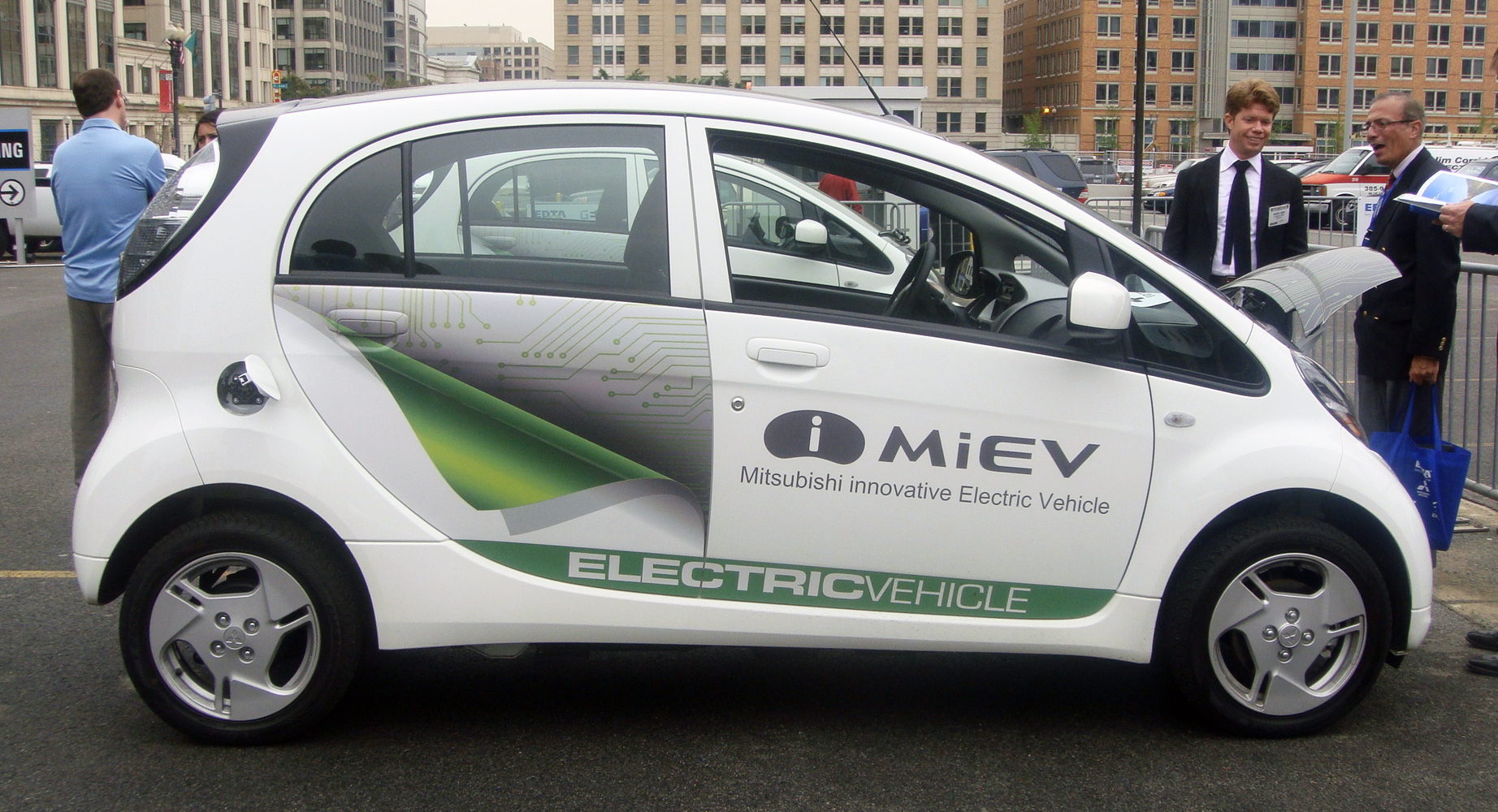
Sylwetka Mitsubishi i-MiEV

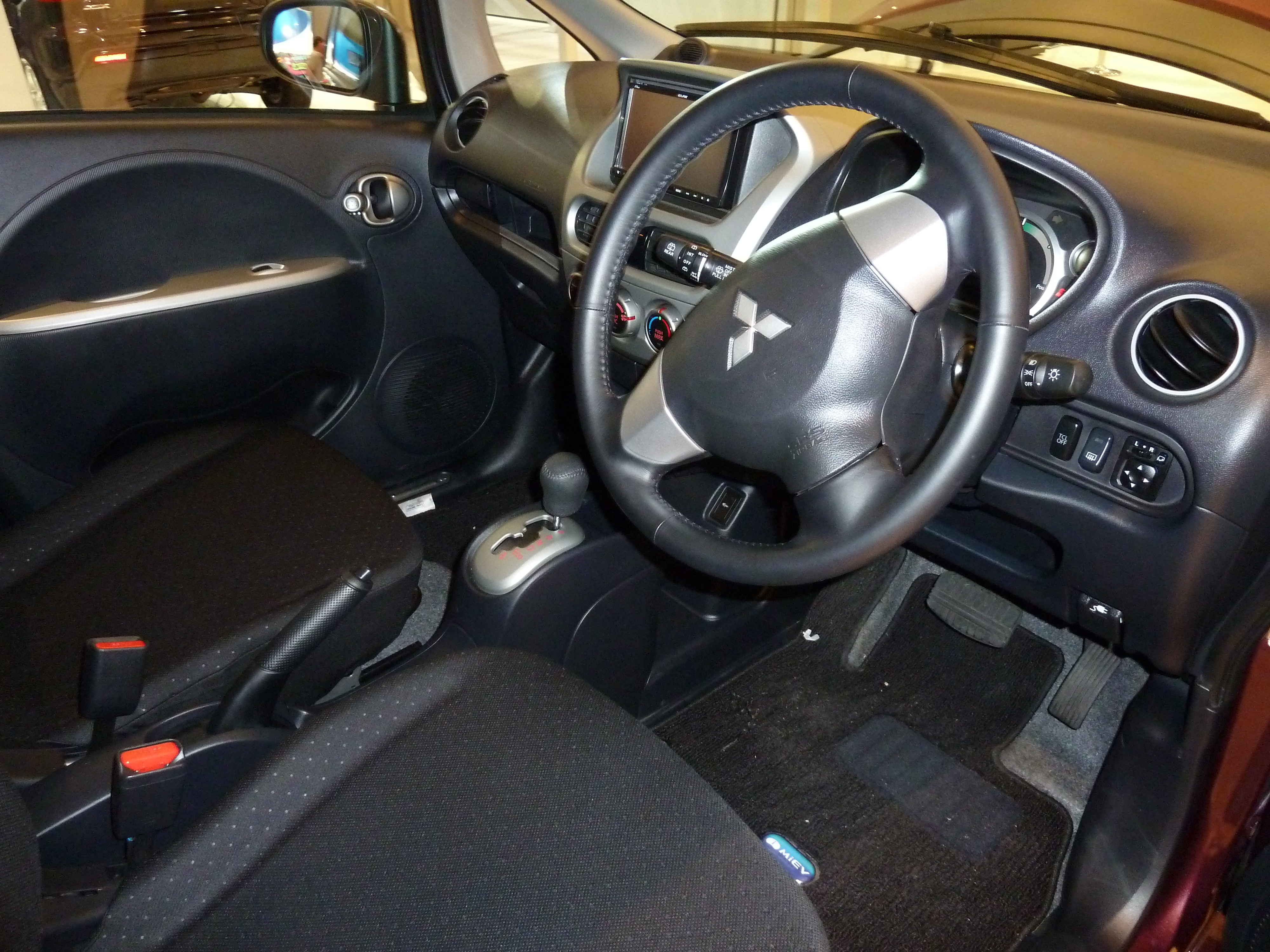
Środek i-MiEV

Mitsubishi i-MiEV jest napędzany silnikiem elektrycznym. To nie pierwszy model elektryczny Mitsubishi – produkcję elektrycznych aut Mitsubishi zaczęło w latach 70, modelem Minica EV. Silnik ma moc 49 kW (2500-8000 obr./min), moment 180 Nm (0-2500 obr./min) i rozpędza samochód do 120 km/h. Czas przyspieszenia 0-100 km/h wynosi 15,9 sekundy. Mitsubishi i-MiEV ma bagażnik większy niż iOn i C-ZERO o 60 litrów. Samochód ma długość 3,5 m, a promień skrętu wynosi 4,5 m, maksymalna prędkość obrotowa silnika 8500 obr./min, średnie zużycie energii 13,5 kWh/100 km.
Samochód pozwala na przewóz czterech osób. i-Miev wyposażono w 6 poduszek powietrznych i systemy wspomagające kierowcę podczas utraty panowania nad autem oraz system kontroli trakcji. O komfort podróżujących dba klimatyzacja, a fotel kierowcy jest podgrzewany. Mitsubishi jest dostępne w siedmiu odcieniach lakierów – 2 zwykłych (biały/czerwony* i biały), 3 metalizowanych (szary, srebrny, niebieski) oraz 2 perłowych (czarny i różowy).
*-dwa kolory drzwi, maska silnika i klapa bagażnika białe – reszta czerwona

## Model 2013
Od stycznia 2013 rok model przejdzie drobne usprawnienia;
- Nowy, lżejszy i bardziej wydajny silnik elektryczny dostarcza 196 Nm (wzrost ze 180 Nm)
- Zasięg jest zwiększony o 10 km (EU Test standard) od 150 km do 160 km
- Diody LED z przodu, wymagają mniej energii, posiadają silniejsze, bielsze światło
- podgrzewane fotele przednie, oba (siedziska i oparcie, wcześniej było tylko oparcie fotela kierowcy)

## Mitsubishi i MiEVCargo(model koncepcyjny)

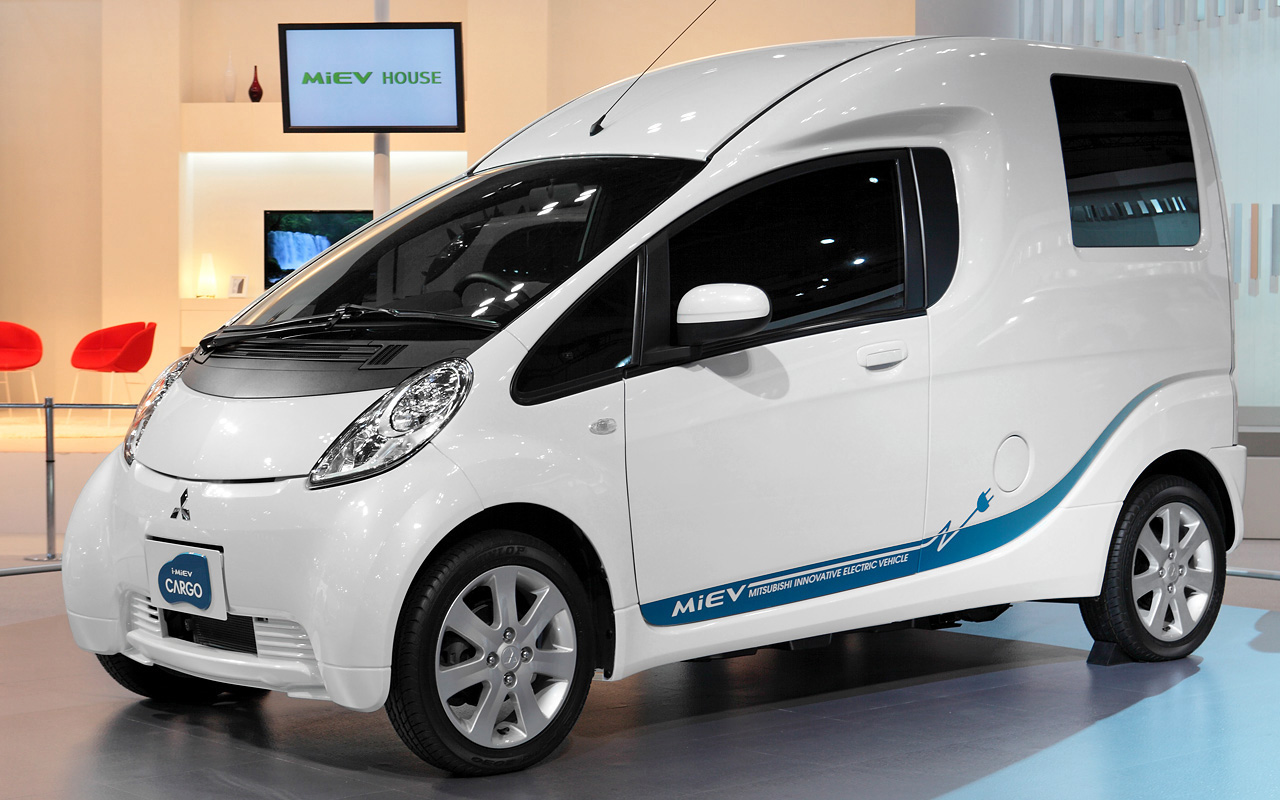
i-MiEV Cargo z przodu

Mitsubishi i MiEV Cargo powstało poprzez dołączenie przestrzeni ładunkowej tuż za fotelami kierowcy i pasażera. Głównym zaletą takiego złożenia jest funkcjonalność. Do dostawczego Mitsubishi, które ma długość 3,39 metra będzie można włożyć przedmioty o długości nawet 1,35 metra. Załadunek i rozładunek upraszcza niski próg bagażnika. Prąd jest gromadzony tak jak zwykłym i-MiEV w bateriach litowo-jonowych, które po jednym ładowaniu są w stanie wygenerować energię, dzięki której pojazd jest w stanie przejechać do 160 kilometrów. Mitsubishi przypuszcza, że użytkowa wersja modelu i MiEV zyska popularność w korporacjach oraz małych przedsiębiorstwach.

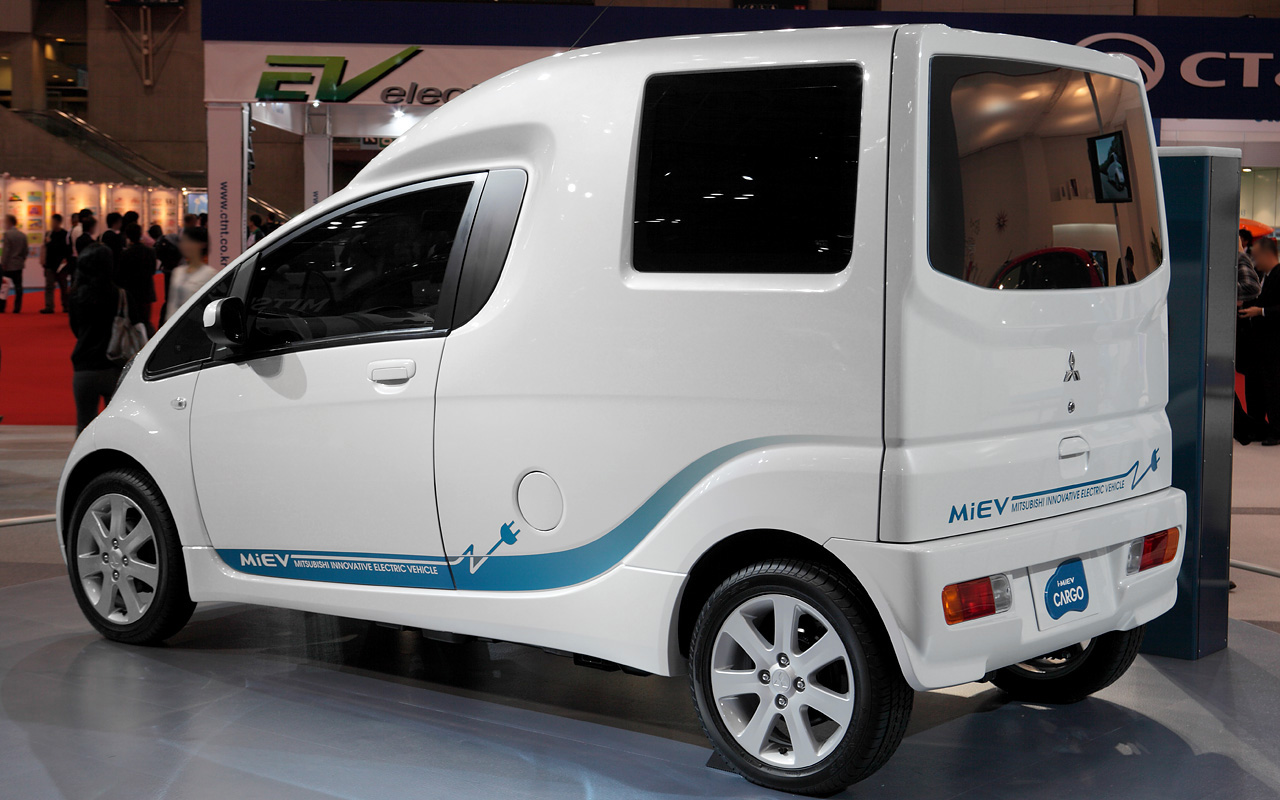
i-MiEV Cargo